# To Catch a Killer - L'uomo che odiava tutti
To Catch a Killer - L'uomo che odiava tutti è un film del 2023 diretto da Damián Szifrón.

## Trama
Baltimora. Alla vigilia di Capodanno un cecchino inizia a uccidere persone a caso mentre stanno festeggiando sul tetto, usando i fuochi d'artificio come copertura. L'agente Eleanor Falco è tra i poliziotti che accorrono sulla scena del crimine, ma l'appartamento da cui sono partiti gli spari esplode e cancella possibili prove. L'agente speciale dell'FBI Lammark guida la task force che indaga sui fatti. Colpito dalle capacità analitiche di Eleanor, Lammark vuole che lei e il collega Jack McKenzie fungano da collegamento tra FBI e polizia. Questo incarico per Eleanor rappresenta l'occasione di dare una svolta alla propria carriera, fin lì limitata da un carattere difficile che le ha inimicato colleghi e superiori. Qualche anno prima la donna si era candidata proprio per entrare nell'FBI, ma non aveva superato la valutazione psicologica perché soffriva di svariati problemi mentali e dipendenze.
Le indagini sono a un punto morto, con presunti colpevoli che vengono prima fermati e poi rilasciati per assenza di prove. La svolta arriva quando un uomo incappucciato commette una sparatoria di massa in un centro commerciale. Le telecamere di sorveglianza mostrano lo sparatore comportarsi in maniera strana, prima di aprire il fuoco e successivamente liberarsi dei vestiti gettandoli nella spazzatura. Lammark decide di divulgare i filmati delle telecamere di sicurezza del centro commerciale, auspicando che si faccia avanti qualche testimone oculare. Un uomo con la voce alterata telefona ad un notiziario spacciandosi per il killer, e tracciando la chiamata la polizia lo rintraccia insieme ad altre tre persone presso una farmacia. Nella sparatoria che ne segue perdono la vita tre uomini del gruppo, ma la chiamata si scopre essere uno scherzo. Lammark è sollevato dall'incarico per non essere riuscito ad arrestare l'assassino, oltre alle perdite umane cagionate. Eleanor riflette su un incontro avuto all'inizio delle indagini con tre imbianchini che avevano ridipinto l'appartamento vuoto da cui il cecchino aveva sparato alla viglia di Capodanno, scoprendo che il lavoro di tinteggiatura era stato subappaltato a un uomo che si adatterebbe alla descrizione dell'assassino. Rintracciato il macellaio presso il quale costui lavora, Eleanor e Lammark ricavano l'identikit di Dean Possey, figlio di un ex istruttore di tiro dei ranger.
La signora Possey, madre del sospettato, afferma di non vederlo da anni e rivela che il padre gli ha sparato accidentalmente alla testa quando era bambino, condannandolo a una vita di isolamento sociale. In realtà, Dean si nasconde nel capannone e spara a Lammark, uccidendolo. Eleanor prova a convincere la signora Possey a far ragionare Dean, ma la donna si toglie la vita perché non riesce ad affrontare le conseguenze dei crimini commessi da quel figlio problematico. Dean irrompe in casa e aggredisce Eleanor, trascinandola lungo un tunnel segreto sotto il suo capannone. Nel frattempo, la polizia arriva a casa Possey e Dean, uccisi diversi agenti, fa esplodere il capannone. Eleanor ferisce Dean, mordendogli il collo, e fugge sul retro. Braccato dalla polizia, Dean non si arrende ed è ucciso crivellato di colpi. Eleanor chiude un accordo con il sindaco per coprire la verità sul caso del killer di Capodanno, in cambio di onori postumi per Lammark e di quel posto di lavoro all'FBI che ha sempre desiderato. Anche se fatica ad accettare le conseguenze della sua scelta, Eleanor si incammina verso la sede dell'FBI il suo primo giorno di lavoro.

## Produzione
Originariamente intitolato Misanthrope, il film è nato da una sceneggiatura di Damián Szifrón e Jonathan Wakeham, prima opera in lingua inglese del regista argentino. Nel maggio 2019 Shailene Woodley si è unita al cast, diventando anche produttrice del film.